# Certezza di esperto
Certezza di esperto (Point of View) è un racconto fantascientifico scritto da Isaac Asimov. Pubblicato per la prima volta nel 1975 sulla rivista Boys' Life, fa parte dell'antologia Tutti i miei robot ed è attualmente presente anche in altre raccolte di racconti di Asimov.
Il racconto fa parte della serie di racconti vagamente connessi fra loro sul supercomputer immaginario Multivac.

## Trama
Atkins, il padre di Roger lavora con un supercomputer chiamato Multivac. Negli ultimi tempi questo calcolatore risulta malfunzionante dato che alla stessa domanda posta più volte (con esattamente gli stessi parametri quindi), fornisce sempre una risposta diversa. Dopo che i colleghi lo costringono a prendersi una pausa, Atkins accompagna il figlio alla mensa della struttura. 
A quel punto cominciano a discutere e il padre espone al figlio il problema. Roger, nella sua innocenza, propone un'ipotesi. E se il Multivac non dovesse essere visto sotto il punto di vista di una macchina rotta ma sotto quello di un bambino? Tutto verrebbe spiegato dato che la macchina è impegnata a fare calcoli 24 ore al giorno, e proprio come un bambino che stufo di studiare, a un certo punto fornisce delle risposte sbagliate, anche di proposito, pur di farla finita. 
Il padre controlla incerto sul proprio calcolatore tascabile dicendo che potrebbe andare e dopo aver chiesto a Roger se era veramente sicuro di questa teoria, questi gli risponde: